# 逆マルチプレクサ
逆マルチプレクサ（ぎゃくマルチプレクサ、英: inverse multiplexer、imux）とは、データストリームを複数の低データレートの通信リンクに分割するものである。逆マルチプレクサはデマルチプレクサとは違い、低レートのリンク群は相互に関連しており、協働して同じデータを搬送する。デマルチプレクサの場合、元々マルチプレクサが1つにまとめたストリームを分割するため、それぞれのリンクに関係はないし、あったとしてもデマルチプレクサの関知するところではない。
マルチプレクサが複数の低速リンク群から1つの高速リンクを生成するという意味で、逆マルチプレクサはその逆である。
例:
```
                                    |--low rate link #1--|
DTE ---high rate data---inverse mux |--low rate link #2--|(de)inverse mux--DCE
                                    |--low rate link #3--|
```

DTE = データ端末装置  DCE = データ回線終端装置
上の例では、3本の低レートデータリンクを使って接続を行っている。なお、逆マルチプレクサに接続されるデータリンクは双方向のことが多いため、逆マルチプレクサは複数の低速リンクから1本の高速リンクへ向かう方向にも機能する。つまり、上の例で (de)inverse mux とあるものも実際には同じ逆マルチプレクサである。
例えば、DTEが単一のISDNコネクションよりも高速な転送レートを必要とするときに、逆マルチプレクサを使って複数のISDN回線を束ねて高速なデータ転送を可能にする。これは、より高速な回線が用意できない場合によく使われる。
逆マルチプレクサの代替手法として、複数のリンク間で負荷分散する技法もある。IPの場合、2点間に複数のリンクがあるとき、例えばラウンドロビンでパケットを転送するリンクを選択していく。
逆マルチプレクサの利点は次の通りである。
- レイテンシが低く抑えられる（一つのパケットを複数リンクに拡散して転送できる）。
- より公平に負荷分散される。
- ネットワークが単純化される（高速インタフェースの装置間にルーターが不要）。